# Ryszard Bandosz
Ryszard Bandosz (ur. 22 sierpnia 1947 w Gryficach) – z wykształcenia politolog, pracował jako kolejarz, jest twórcą ekslibrisów. 

## Życiorys
Mieszka w Warszawie. Były rzecznik prasowy warszawskiego Oddziału Regionalnego PLK.

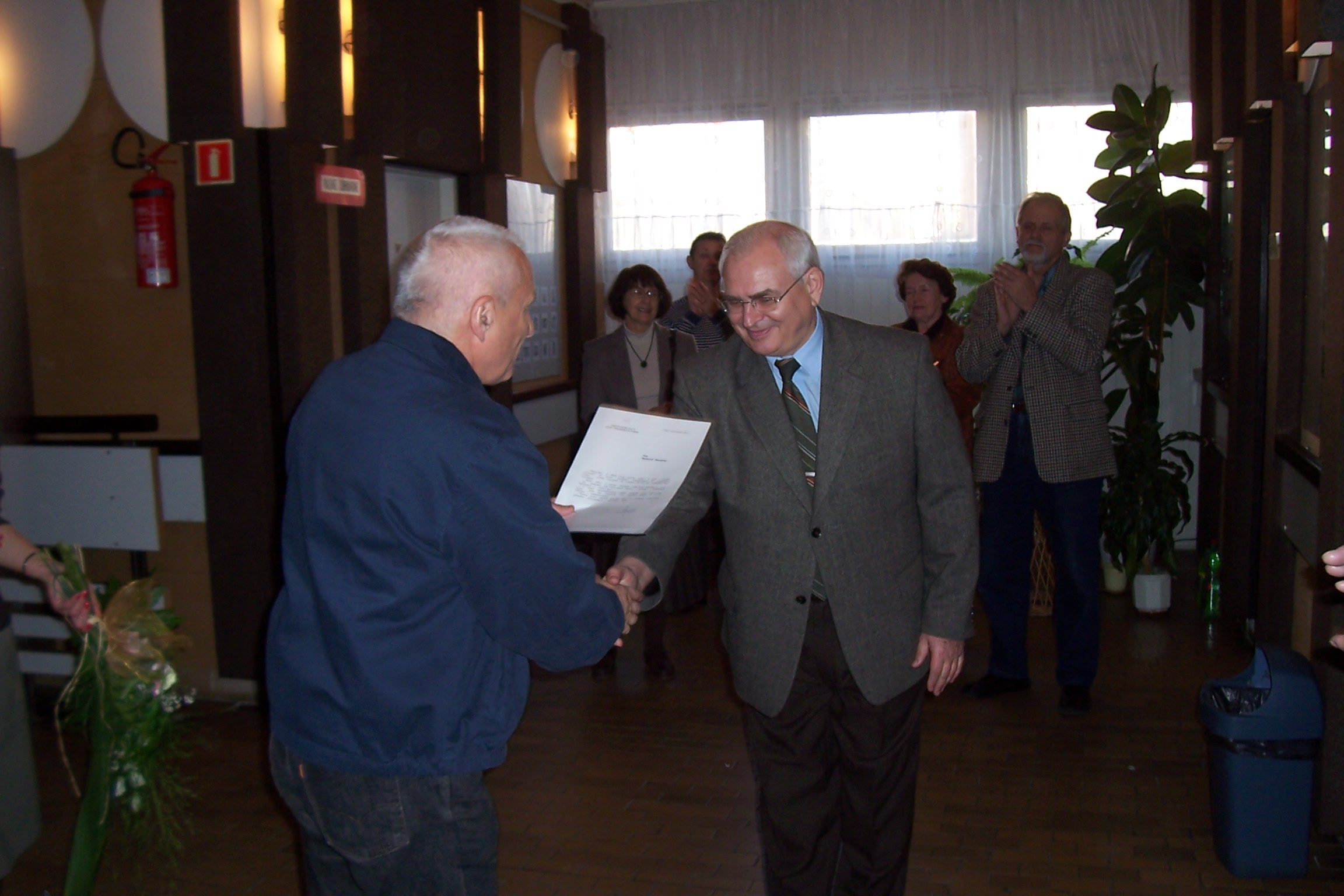
Ryszard Bandosz odbiera gratulacje na swojej wystawie ekslibrisów w Widzewskiej Galerii Ekslibrisu w Łodzi w 2007 r.

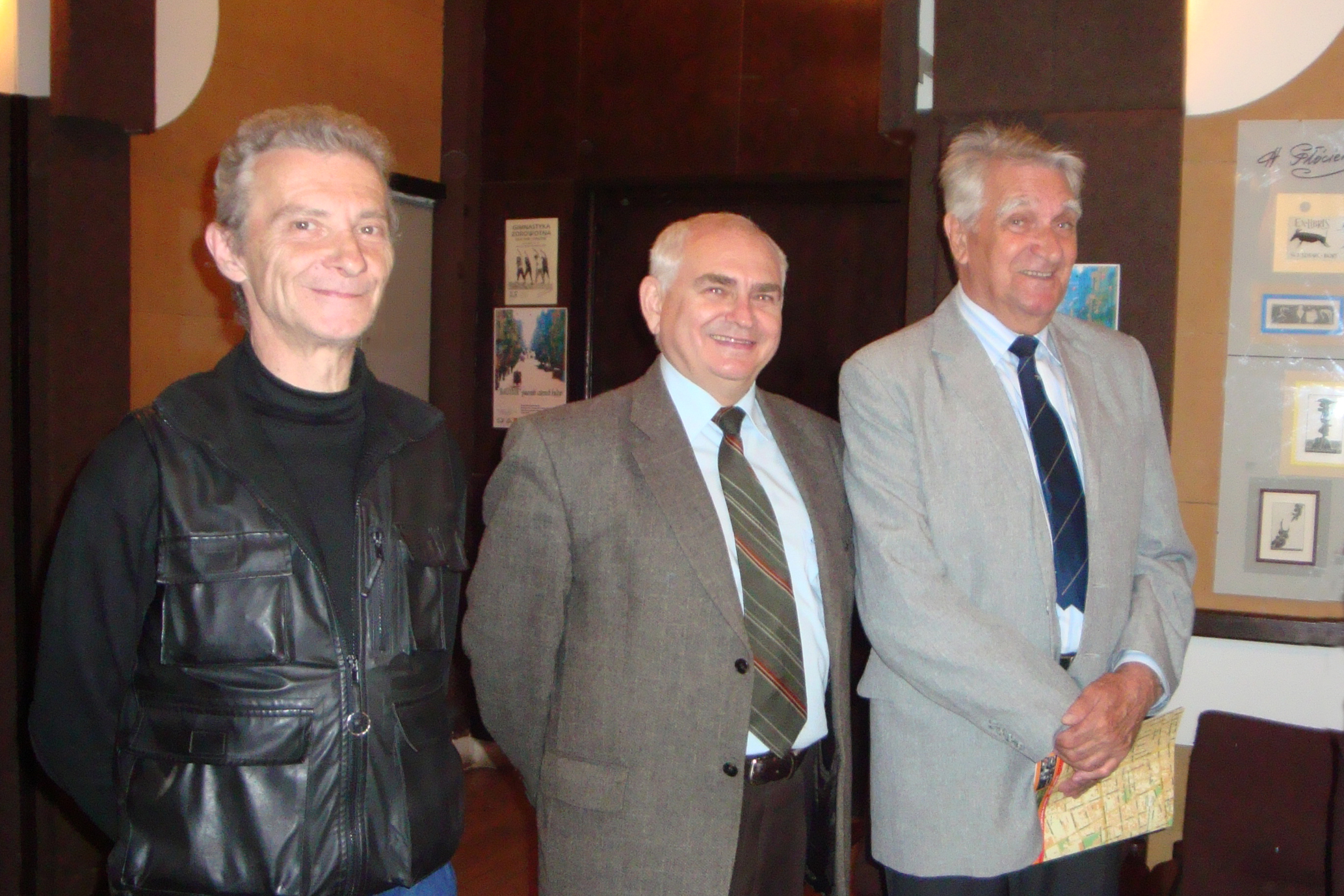
Henryk Górski i Ryszard Bandosz 2008 09 26 MZW na otwarciu wystawy w WGE w Łodzi (Ryszard Bandosz w środku, Henryk Górski po prawej, po lewej Andrzej Zaręba „dyrektor techniczny” Galerii)

Nie posiada profesjonalnego wykształcenia plastycznego. Jest miłośnikiem, twórcą i kolekcjonerem ekslibrisów, głównie „kolejowych”. Jego prace znajdują się w zbiorach muzeów i osób prywatnych w kraju i za granicą.
Jest autorem licznych artykułów prasowych oraz współautorem wraz z Kazimierzem Pątkiem 2 książek Turystyka i sport w ekslibrisie polskim (Warszawa, 1988, Sport i Turystyka ISBN 83-217-2724-7) i Motywy warszawskie w ekslibrisie (Warszawa 1999 ISBN 83-908065-7-6).
Uzyskał liczne nagrody i wyróżnienia w konkursach i na wystawach.
Organizator wystaw m.in. w Klubie Kolejarza w Warszawie, a w Bydgoszczy – Pierwszej Międzynarodowej Wystawy Ekslibrisu Kolejowego w 1986 r. z jego kolekcji, z katalogiem autorstwa Józefa Tadeusza Czosnyki. Z jego zbiorów urządzano liczne wystawy w Warszawskiej Galerii Ekslibrisu, Galerii Ekslibrisu w Krakowie i szeregu innych oraz w Widzewskiej Galerii Ekslibrisu w Łodzi.
Był członkiem założycielem Polskiego Towarzystwa Miłośników Ekslibrisów, członkiem Kolegium Redakcyjnego czasopisma Ekslibris Polski. Przez wiele lat członek Kolegium Redakcyjnego czasopisma dla miłośników ekslibrisów Ex Bibliotheca wydawanego przez Warszawską Galerię Ekslibrisu i autor licznych artykułów w wielu numerach tego czasopisma (obecnie, od 2009 już się nie ukazuje).
Autor wielu ekslibrisów – głównie linorytów.
Tworzy ekslibrisy nie tylko dla siebie, ale także dla przyjaciół, znajomych, bibliotek publicznych, muzeów, instytucji i organizacji. Najwięcej jednak do księgozbiorów osób prywatnych – około 2/3 swojego dorobku twórczego.
Tematyka rysunków na jego ekslibrisach jest bardzo bogata i różnorodna. Są motywy przyrodnicze – ptaki, zwierzęta, rośliny, kwiaty, ale i wytwory ręki ludzkiej, a także ludzie w różnych sytuacjach, są znaki heraldyczne, są „judaica”, jest bowiem zafascynowany kulturą Żydów w Polsce, księgozbiorami judaistycznymi. Architektura jest przedstawiana na wielu ekslibrisach i często wyobrażone są wiernie autentyczne obiekty architektoniczne głównie z Polski. Są na jego ekslibrisach obiekty techniki. Są też znaki potraktowane dość humorystycznie.
5 lutego 2019 r. otworzono w Widzewskiej Galerii Ekslibrisu w Łodzi najnowszą wystawę jego ekslibrisów. To 101. wystawa w Galerii. Premiera wystawy została opisana w wikinews: 101. wystawa w Widzewskiej Galerii Ekslibrisu w Łodzi „Ryszard Bandosz. Ekslibrisy. Sibi et Amicis. Pożegnanie” otwarta 5 lutego 2019 r.
17 września 2018 r. Minister Kultury i Dziedzictwa Narodowego Rzeczypospolitej Polskiej przyznał mu odznakę honorową „Zasłużony dla Kultury Polskiej”. Opis uroczystości i zdjęcia zostały umieszczone w wikinews: Działacze kultury Ryszard Bandosz i Mieczysław Borkowski odznaczeni honorową odznaką „Zasłużony dla Kultury Polskiej”).

## Opinie
Autor jest twórcą nieprofesjonalnym, ale w całej jego twórczości widać opanowanie warsztatu, umiejętność posługiwania się rylcem, wielość używanych motywów w rycinach. Ten pokaźny już dorobek wystawia grafikowi dobre świadectwo – pisał Józef Tadeusz Czosnyka we wstępie do katalogu wystawy ekslibrisów Ryszarda Bandosza prezentowanych w 2001 w Krakowie. 25 lat twórczości ekslibrisowej to czas nie zmarnowany w przypadku Ryszarda Bandosza. Jego księgoznaki pełne są osobistego zaangażowania twórcy w ich tematykę. Ryszard Bandosz z wielką miłością oddaje się tworzeniu ekslibrisów. Są one pełne patriotyzmu, gdyż grafik szeroko czerpie z bogatej historii naszego narodu, z jego pięknych tradycji.

## Wykaz katalogów autorskich wystaw ekslibrisów
1. Ex librisy Ryszarda Bandosza Kraków – Nowy Sącz 1982,
2. Ryszard A. Bandosz – Ekslibrisy Dzielnicowy Ośrodek Kultury Kraków-Podgórze 1981,
3. Motywy patriotyczne i inne na ekslibrisach Ryszarda Bandosza z kolekcji Mirosława Z. Wojalskiego Widzewska Galeria Ekslibrisu Dom Kultury 502 Łódź-Widzew 1992,
4. Ryszard Bandosz Ekslibrisy Miejska Biblioteka Publiczna Filia nr 9 w Gliwicach 1992,
5. Ekslibrisy Ryszarda Bandosza Biblioteka Publiczna Wypożyczalnia nr 75 w Warszawie 1993,
6. Ekslibrisy Ryszarda Bandosza Warszawa-Ursus 1998,
7. Ekslibrisy Ryszarda Bandosza Biblioteka Miejska w Grudziądzu 2000,
8. Ekslibrisy Ryszarda Bandosza Warszawska Galeria Ekslibrisu, Warszawa 2000,
9. Ryszard Bandosz – Ekslibrisy z 15-lecia Krakowska Galeria Ekslibrisu, Kraków 2006,
10. Ekslibrisy Ryszarda Bandosza w 60. Rocznicę Urodzin Warszawska Galeria Ekslibrisu, Warszawa 2007,
11. Ryszard Bandosz – Ekslibrisy. Dorobek ostatnich 15 lat. Wystawa w 60. Rocznicę Urodzin, Widzewska Galeria Ekslibrisu, Łódź 2007[1].
12. Ryszard Bandosz Ekslibrisy Sanocka Galeria Ekslibrisu Miejska Biblioteka Publiczna im. Grzegorza z Sanoka, Sanok 2017, ISBN 978-83-61043-31-7.
13. Ryszard Bandosz. Ekslibrisy. Sibi et Amicis. Pożegnanie Widzewska Galeria Ekslibrisu w Łodzi, Łódź 2019, ISBN 978-83-88638-81-7 ss 20. Spis autorski opus ekslibrisów z lat 2008–2019 poz. 602-805, 55 reprodukcji ekslibrisów, 6 zdjęć. W katalogu obszerny biogram autora oraz wiersz o jego twórczości artystycznej autorstwa Antoniego Bańkowskiego. Opracowanie katalogu Ryszard Bandosz i Mirosław Zbigniew Wojalski.